# Unga Humanister
Unga Humanister var ett partipolitiskt obundet, sekulärhumanistiskt ungdomsförbund, "en mötesplats och ett forum för ungdomar med en icke-religiös, humanistisk livsåskådning." Förbundet bildades i november 2007. Unga Humanister är Humanisternas fristående ungdomsförbund.Organisationen gick år 2015 upp i Förbundet Humanisterna.

## Statsbidrag
Den 5 juni 2008 beviljades Unga Humanister ett projektstöd av Ungdomsstyrelsen på 400 000 kr. En ekonomisk redovisning av stödet samt en redovisning av projektets genomförande och utfall ska lämnas till Ungdomsstyrelsen senast den 1 juni 2009. Organisationens moderförbund Humanisterna har ansökt om statsbidrag för livsåskådningsorganisation men fått avslag.
I januari 2013 beviljade Ungdomsstyrelsen Unga Humanister 1,16 miljoner kronor i organisationsbidrag för barn- och ungdomsorganisationer.

## Organisation
Förbundets fyra lokalföreningar finns i Stockholm, Göteborg, Malmö, Jönköping och Umeå. Organisationen är öppen för alla mellan 12 och 30 år samt även annars överåriga studenter. Förbundsårsmötet är förbundets högsta beslutande organ. Organisationen gick 2015 upp i Förbundet Humanisterna.